# District de Poligny
Le district de Poligny est une ancienne division territoriale française du département du Jura de 1790 à 1795.
Il était composé des cantons de Poligny, Champagnole, Chaumergy, Colonne, Crotenay, les Planches, Saint-Lothain Sellières et Sirod.

## Galerie

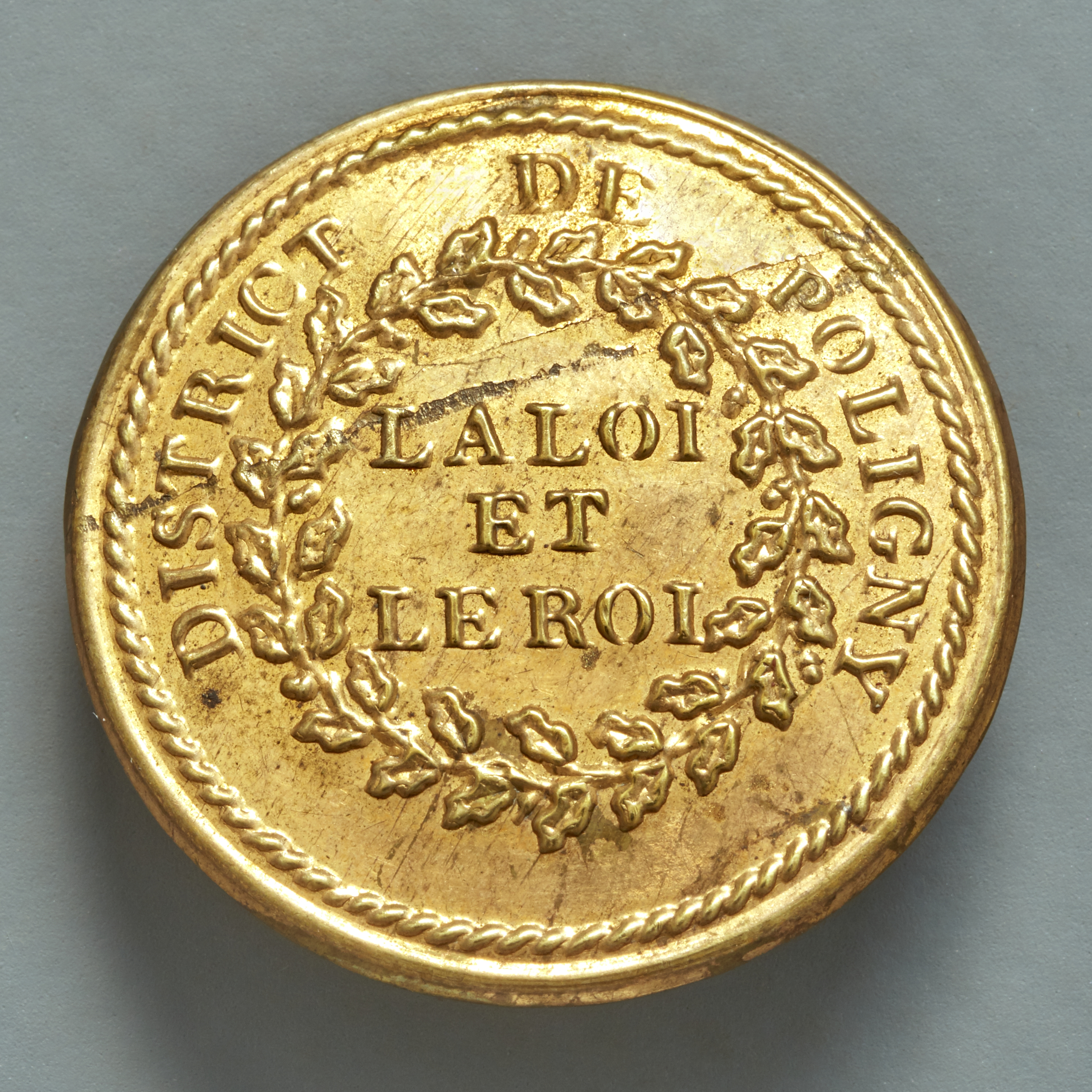
Bouton (musée Carnavalet)